# Ambystoma amblycephalum
El ajolote de cabeza chata (Ambystoma amblycephalum) es un anfibio caudado de la familia Ambystomatidae endémica del norte de Michoacán, México.

## Clasificación y descripción de la especie
Es una salamandra de la familia Ambystomatidae del orden Caudata. Es una especie neoténica de talla relativamente pequeña. Los adultos llegan a medir de 80 a 87 mm de longitud hocico cloaca. La cabeza es grande, dos veces más larga que ancha. Los adultos son de color negro con manchas color crema por la región lateral. En las larvas la orilla exterior de la aleta caudal es café oscuro.

## Distribución de la especie
Especie endémica de México. Originalmente se había identificado únicamente en la localidad de Tacícuaro al norte de Michoacán, pero un estudio publicado en 2022 ubicó otra posible población dentro el municipio de Nahuatzen en la Meseta Purépecha.

## Hábitat
Vive a una elevación de 2,000 a m s. n. m. El tipo de vegetación corresponde a matorral subtropical.

## Estado de conservación
Se encuentra sujeta a Protección especial (Norma Oficial Mexicana 059) y como en peligro crítico en lista roja de la UICN.